# Juan 2

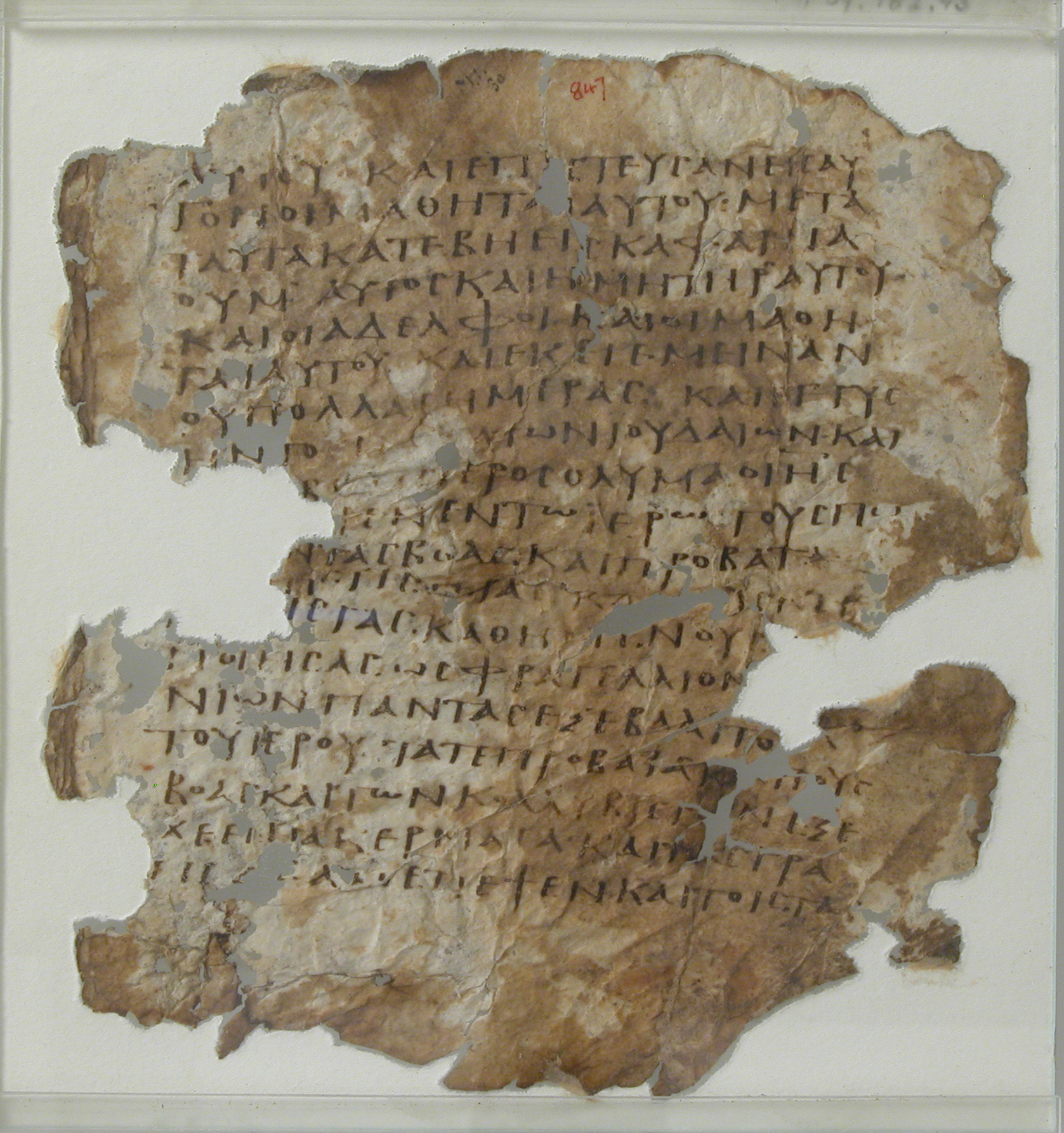
Uncial 0162, ~300 CE

Juan 2 es el segundo capítulo del Evangelio de Juan en el Nuevo Testamento de la Biblia cristiana.  Contiene uno de los famosos relatos de los milagro de Jesús convirtiendo agua en vino y Jesús expulsando a los cambistas del Templo. El autor del libro que contiene este capítulo es anónimo, pero la tradición cristiana primitiva afirmó uniformemente que Juan compuso este evangelio.
Las divisiones en capítulos y Versículos no aparecían en los textos originales, forman parte del paratexto de la Biblia. Desde principios del siglo XIII, la mayoría de las copias y ediciones de la Biblia presentan todos estos libros, salvo los más breves, con divisiones en capítulos. Desde mediados del siglo XVI, los editores subdividen cada capítulo en Versículos.

## Texto
El texto original fue escrito en griego koiné. Este capítulo está dividido en 25 Versículos.

## Conversión del agua en vino (2:1-11)

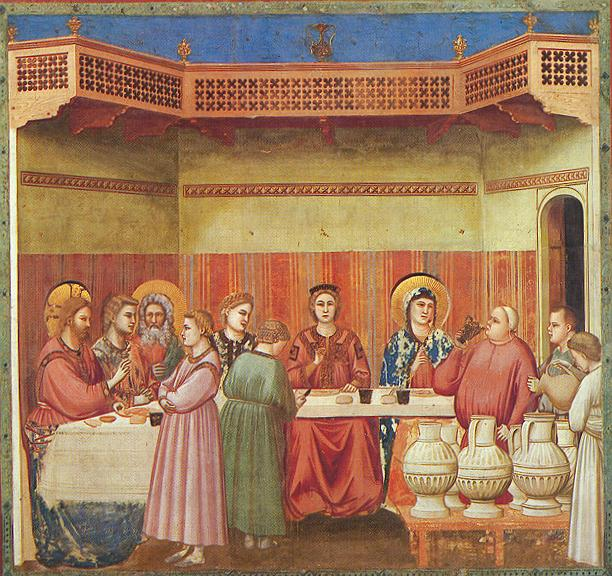

## Expulsión de los mercaderes del Templo (2:13-22)

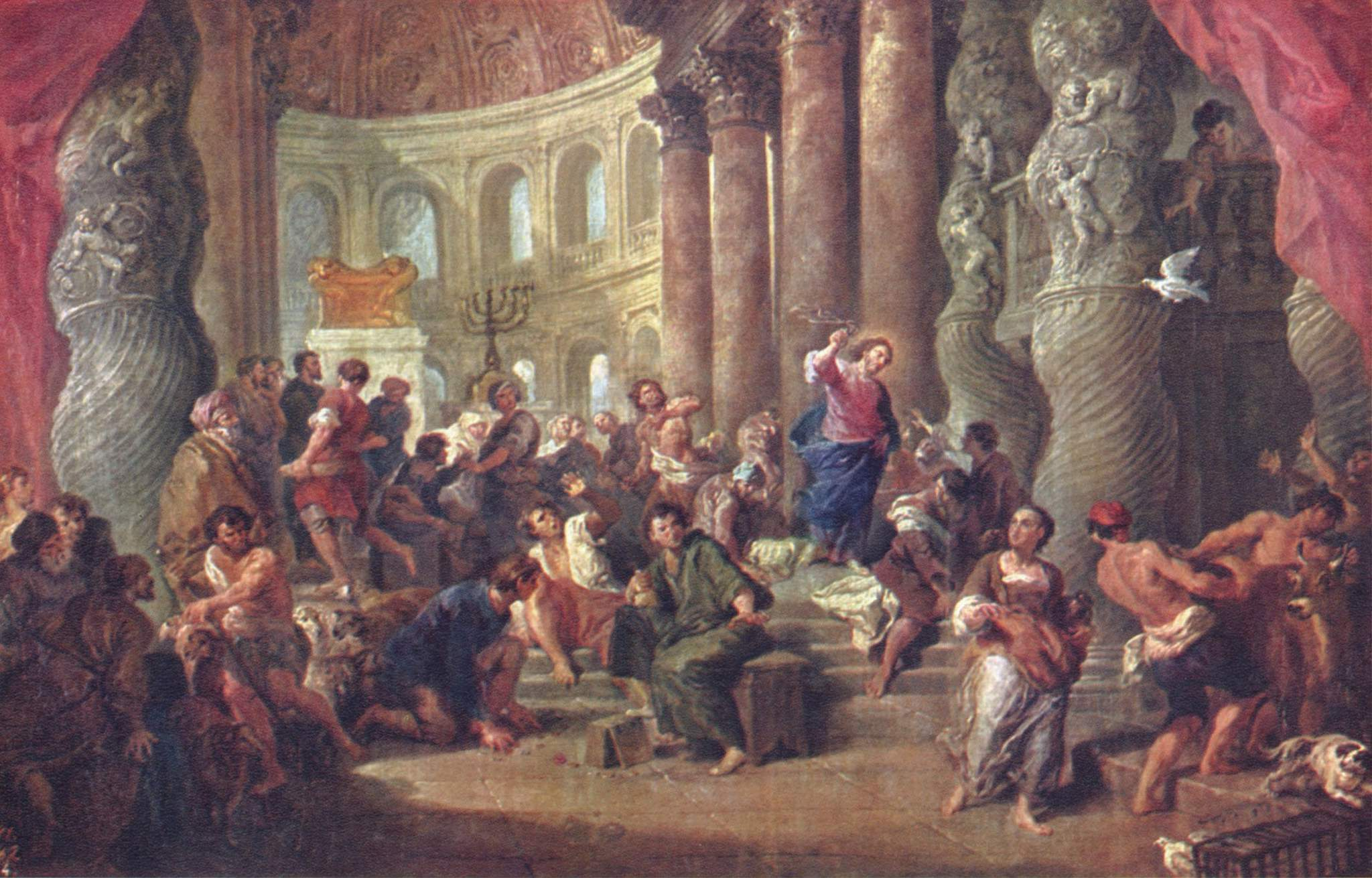
Jesus vertreibt die Händler aus dem Tempel por Giovanni Paolo Pannini

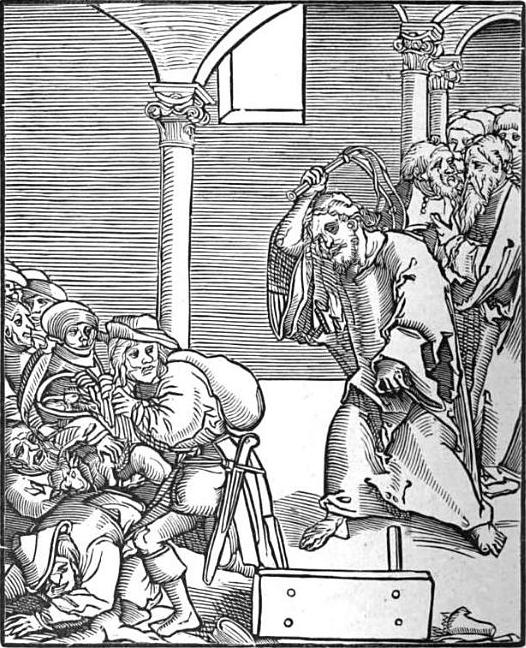
Cristo expulsa a los mercaderes del Templo, xilografía de Lucas Cranach el Viejo en el Pasionario de Cristo y el Anticristo.

### Testigos textuales
Algunos manuscritos antiguos que contienen el texto de este capítulo son:.
- Papiro 75 (175-225 d. C.)
- Papiro 66 (c. 200)
- Codex Vaticanus (325-350)
- Codex Sinaiticus (330-360)
- Codex Alexandrinus (400-440)